# Cornelis de Bie
Cornelis de Bie (* 10. Februar 1627 in Lier; † um 1712–1715) war ein flämischer Rhetoriker, Dichter, Jurist und Lokalpolitiker aus Lier. Er ist der Autor von etwa 64 Werken, hauptsächlich Komödien. International bekannt wurde er durch seine biografischen Skizzen flämischer und niederländischer Maler in seinem 1662 erstmals gedruckten Werk Het Gulden Cabinet der Edel Vry Schilderconst (Das goldene Kabinett der edlen liberalen Malerei).

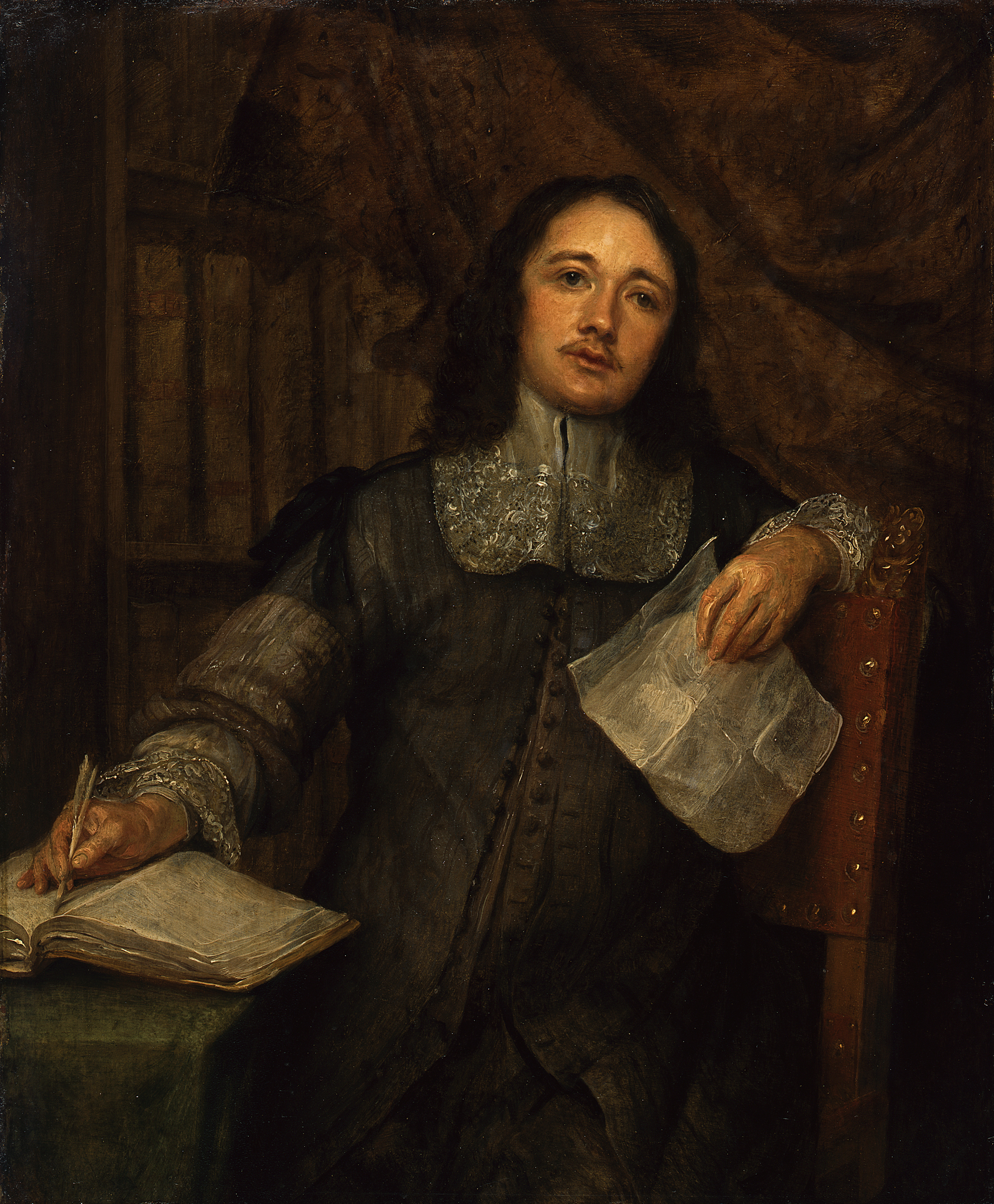
Porträt Cornelis de Bie von Gonzales Coques

## Leben
Er war der Sohn des Malers Adriaan de Bie und Mitglied der Rederijkers von Lier, bekannt als der Groeyende Boom. Nach seinem Studium an der Kunstfakultät der Universität Löwen kehrte er nach Lier zurück, wo er Notar und Buchhändler wurde. Er war zweimal verheiratet: zum ersten Mal mit Elisabeth Smits, die 1662 starb, und zum zweiten Mal mit Isabella Caelheyt, die 1706 starb. Er hatte acht Kinder, vier von jeder Frau. Er starb nach 1712 und vor 1715.

## Das goldene Kabinett der edlen, liberalen Malerkunst (1662)
Als der Verleger Jan Meyssens Cornelis de Bie bat, ein Buch über Maler zu schreiben, machte er sich daran, das wichtigste niederländische Buch über Maler des 17. Jahrhunderts zu verfassen. Dieses Buch mit Künstlerbiographien steht in der Tradition von Karel van Manders Schilder-Boeck und Giorgio Vasaris Vite. Er verwendete biographisches Material von Karel van Mander und Giorgio Vasari, aber die Bedeutung dieses Werkes liegt darin, dass es die einzige bekannte Biographie vieler Maler des 17. Jahrhunderts ist, die nach Vasari und van Mander tätig waren. Da es in Versform geschrieben ist, ist es heute schwer zu lesen, aber es umfasst mehr als 500 Seiten und enthält Stiche von mehr als 50 Malern, deren Gemälde und Zeichnungen aus dieser Zeit stammen. Es war eine wichtige Quelle für Arnold Houbraken, der ihn K. de Bie nannte, kurz für Kornelis de Bie.
Das Werk wurde erstmals 1662 in Antwerpen veröffentlicht, und de Bie bereitete eine zweite Ausgabe vor, die jedoch nie erschien. Das Manuskript befindet sich heute in der Koninklijk Bibliotheek van België (Königliche Bibliothek von Belgien) in Brüssel. Das Werk enthält Biographien von Malern, Bildhauern und Architekten, sowohl von lebenden als auch von verstorbenen. Der größte Teil des Werkes ist in Versen verfasst und stellt somit eine Art Panegyrikus dar. Der vollständige Titel des Werkes lautet Het Gulden Cabinet vande edele vry Schilder-Const, Ontsloten door den lanck ghewenschten Vrede tusschen de twee machtighe Croonen van Spaignien en Vrancryck, Waer-inne begrepen is den ontsterffelijcken loff vande vermaerste Constminnende Geesten ende Schilders Van deze Eeuw, hier inne meest naer het leven af-gebeldt, verciert met veel vermakelijcke Rijmen ende Spreucken. Es gibt auch Hinweise darauf, dass es schnell gesetzt und gedruckt wurde, und es ist daher möglich, dass es in erster Linie als kommerzielles Werk gedacht war.

### Poesie versus historische Genauigkeit
Wie schon Vasari und Van Mander sind auch de Bies Biographien mit amüsanten Anekdoten gespickt. Obwohl solche literarischen Motive zu einer langen rhetorischen Tradition gehören, wurden viele dieser Geschichten im 19. Jahrhundert von führenden Historikern als „historisch unzuverlässig“ bezeichnet und erst in jüngster Zeit wieder aufgegriffen. Da sie jedoch oft die einzige erhaltene Informationsquelle über bestimmte Maler waren, wurden diese Geschichten immer wieder als harte Fakten über das Leben anderer Maler, die in den Geschichten vorkamen, wiederholt. So beschreibt Cornelis de Bie Lehrverhältnisse, die als unwahrscheinlich galten, weil der Künstler in einem ganz anderen Genre malte als sein Lehrer. Ein Beispiel ist de Bies Behauptung, dass Philips Wouwerman bei Frans Hals in die Lehre ging, was spätere Historiker für unwahrscheinlich hielten, da Wouwerman Landschaften mit Pferden malte und Hals ein Porträtist war. Auch heute noch halten einige dies für unwahrscheinlich, obwohl Hals offensichtlich eine große Werkstatt hatte und seine Söhne und andere Schüler aufnahm.

## Arbeiten

### Prosa
- Cornelis De Bie: Het gulden Cabinet vande edel vry schilder const, inhoudende den lof vande vermarste schilders, architecte, beldthowers ende plaetsnyders van dese eeuw. Hrsg.: Jan Meyssens. 1661 (archive.org). (Nachdruck: 1971)
- D'omghekeerde maet der liefde[3] (1663)
- Cornelis De Bie, Jacobus Neeffs: Faems weer-galm der Neder-duytsche poësie van Cornelio De Bie tot Lyer, uyt sijnen tydts over-schot vrymoedelijck voor-gestelt op de domme waen-sucht des wereldts, ghenoempt, werelts sots-cap vol zedige moraliteyten en sinne-beelden. Jan Jaye, 1670 (eingeschränkte Vorschau in der Google-Buchsuche).
- Den weerschijn van 't leven in de doodt (1680?)
- Jacobus Merlo Horstius, Cornelis De Bie, Michael Snyders: Het sout der sielen welvaart getrocken uyt [...] Paradisus animae christianae. R.D. Iacobi Merlo Horsty. by Augustinus Graet [Boekverkoper], 1688 (archive.org – Übersetzt aus Latein).
- Den zedigen toetsteen van de onverdragelijcke weelde, verthoont in 't leven van den verloren soon (1689)
- Den wegh der deughden beset met scherpe dornen van quellinghen (1697)
- Antiquiteyten der stadt Lier, in Brabant, byeen vergadert uyt verscheyde annotatie boeken ende curieuse stukken, beginnende int jaer 762 tot 1699 (manuscript)
- Het leven van de heylige Eugenia (1701)
- Echos weder-clanck, passende op den gheestelijcken wecker, tot godtvruchtige oeffeninghen (1706)
- Cornelis De Bie, Jean Salpaert, Quirin-Gilles Bollaert, St Gummarus, Gaspar Bouttats, Willem Everwyn: Den spiegel vande verdrayde werelt: te sien in den bedriegelijcken handel, sotte, en ongeregelde manieren van het al te broos menschen leven. Joannes Paulus Robyns, 1708 (eingeschränkte Vorschau in der Google-Buchsuche).
- Mengelrijmen, Meygaven, Lier-en Sneldichten (Manuscript)

### Schauspiele
- Alphonsus en Thebasile ofte herstelde onnooselheyt, tragi-comedie op den sin: Oprechte Liefde (1673)
- De cluchte van den verdraeyden advocaet (en de twee borssesnyders) verthoont binnen Lyer den 16 en 17 juny 1659 (1673)
- Den heyligen ridder Gommarus, patroon der stadt Lier, oft gewillighe verduldigheyt; op het tooneel ghebrocht door de liefhebbers van d'edele gulde, die men noemt Den groeyenden Boom, binnen de voorschreven stadt Lier, den 23 en 25 juny 1669
- Cluchte van een misluckt overspel, op den sin: Daer d'ongheregheltheyt van een onkuys ghedacht (1669)
- Den grooten hertoghe van Moskovien oft gheweldighe heerschappye, Bly-eyndich treurspel (1673)
- Treurspel van de heylighe Cecilia, martelaresse, ghenoemt den Spieghel van d' Eerbaerheydt
- Cluchte van Jan Goethals en Griet, zijn wijf, bedroghen door twee geapposteerde soldaten, verbetert en vermeerdert door C. De Bie
- De cluchte van den jaloursen dief, afbeldende d'onghetrouwicheyt, bemonden achterclap en onversaefde lichtveerdicheyt der menschen, in Reynaldo Plattebors en madam Sacatrap
- Den verloren zoon Osias oft bekeerden Zondaer
- Het goddelijck ransoen der zielen salicheyt, in dry deelen
- Clucht-wijse comedie van de Mahometaensche slavinne Sultana Bacherach
- De verlichte waerheyt van Godts vleesch-gheworden woordt in de gheboorte Christi
- 'T geloofs beproevinghe verthoont in de stantvastighe verduldigheyt van de seer edele Roomsche princesse de heylighe Eugenia, blyeyndigh treurspel
- Beschermde suyverheyt in de twee heylige Theodora en Didymus, martelaren om 't Rooms geloof onthooft, treurspel
- Kluchte van Hans Holleblock, geusen predicant
- Vermaekelijcke klucht van Roeland den Klapper oft Hablador Roelando
- Wraak van verkrachte kuysheydt, bewesen in 't ramp-salig leven van de princerse Theocrina omteert van den ontuchtigen en bloetgierigen Amurath
- De klucht van den nieuw-gesinden doctoor, meester Quinten-Quack en Cortisaen sijnen bly-geestigen knecht
- Kluchtwijse Commedie van de ontmaskerde liefde
- Leer-gierich ondersoeck der verlichte duysterheyt en weet-lievende kennisse der waerheyt, bewesen in 't Rooms christen gheloof door den heylighen Epictetus en den seer edelen en overschoonen Astion
- Het vlaemsche masker van Colonel Spindeler, archlistelijck ontdeckt aen de lichtveerdige françoisen door Oniati, borgemeester van Brugge, anno 1658
- Lijden sonder wraak, of de Armoede van grave Florelus, bontgenoot van Vranckrijck, blyeyndich treurspel
- De klucht van den Subtijlen Smidt, of het vinden van 't maet-ghesangh oft musica
- De klucht van Gijs Snuffelaer en 't lichtveerdigh Pleuntjen, genoemt d'occasie maekt den dief
- De comedie der Liersche Furie, of de kettersche verradery op den 14 october 1595
- De klucht van den bedroghen soldaet
- De klucht van den stouten Boer oft gheveynsten Auditeur
- De comedie van Mas Aniello in de beroerte van Napels, ghenoemt: Op en Nedergangh van 's menschen leven
- Blyeyndigh treurspel van de gravinne Nympha en Carel, hertogh van Calabrien, of wraak-lustighe liefde
- De klucht van de ramp-salighe liefde in den ongetrouwen minnaer
- Het droef-eyndigh toch geluck-saligh Treurspel van de twee heylighe martelaren Crispinus en Crispianus, of Standtvastighe Lijdtsaemheydt
- De klucht van den bedroghen duyvel der onkuysheyt en Deep (sic) makenden geusen Predicant in 't spelen met de kaert
- De comedie van Apollonius en Hildebertus, twee verliefde minnaren van edel geslacht, of de verloren gelegentheyt
- De klucht van de bedroghen gierigheyt in Judas en de bedwonghen vrientschap van Pilatus
- Cornelis De Bie: Klucht van het bedriegelyck-mal. 1710 (eingeschränkte Vorschau in der Google-Buchsuche).